# Parque Nacional Kouroufing
O Parque Nacional Kouroufing está localizado no Mali. Foi criado a16 de janeiro de 2002. Esta área protegida ocupa uma área de 557 km2.
O parque faz parte da Biosfera Bafing. Ao norte do parque está o Lago Manali, um lago artificial.